# Onychotillomanie
L'onychotillomanie est un comportement compulsif dans lequel une personne gratte constamment ses ongles ou tente de les arracher. Ce n'est pas la même chose que l'onychophagie, où les ongles sont mordus ou mâchés, ou la dermatillomanie, où la peau est mordue ou grattée. L'onychotillomanie peut être catégorisée comme un comportement répétitif centré sur le corps dans le DSM-5 et est une forme de grattage de la peau, également connue sous le nom d'acné excoriée.
Elle peut être associée à des troubles psychiatriques tels que la névrose dépressive, les délires d'infestation et l'hypocondrie.
Elle a été nommée par Jan Alkiewicz, un dermatologue polonais.
La destruction constante du lit de l'ongle conduit à l'onychodystrophie, la paronychie et au noircissement de l'ongle.
Certains cas ont été traités avec succès avec des antipsychotiques.
Une solution peu coûteuse suggérée par les chercheurs est de couvrir le repli unguéal proximal avec de la colle cyanoacrylate. "Le mécanisme d'action de l'amélioration est probablement lié à la présence d'un obstacle au grattage".